# Jours de round-up
Jours de round–up est la neuvième histoire de la série Lucky Luke par Morris. Elle est publiée pour la première fois en 1950 du no 619 au no 629 du journal Spirou. Puis est publiée dans l'album Sous le ciel de l'Ouest en 1952.

## Publication

### Revues
L'histoire est parue dans le journal Spirou, du no 619 (23 février 1950) au no 629 (4 mai 1950).